# 龙山街道 (林州市)
龙山街道，是中华人民共和国河南省安陽市林州市下辖的一个乡镇级行政单位。

## 行政区划
龙山街道下辖以下地区：
龙山社区、光明社区、环山社区、利民社区、沙岗社区、新华社区、新兴社区、其林台村、西街村、迭坡村、上庄村、下庄村、东街村、南营村、井院村、深沟村和蒿园村。